# 베이만 특별구
베이만 특별구(北滿特別區, 한국어: 북만특별구)는 과거 만주국에 있던 특별구이다. 본래 중화민국의 둥성 특별구(東省特別區)였으며 헤이룽장 성(黑龍江)과 지린 성(吉林) 사이에 위치하였고 동청 철도(東淸鐵道) 부속지였다.